# Anaphes tasmaniae
Anaphes tasmaniae är en stekelart som beskrevs av Huber och Prinsloo 1990. Anaphes tasmaniae ingår i släktet Anaphes och familjen dvärgsteklar. Inga underarter finns listade i Catalogue of Life.